# 内閣府政策統括官（原子力防災担当）
内閣府政策統括官（原子力防災担当）（ないかくふせいさくとうかつかん げんしりょくぼうさいたんとう）は、内閣府の内部部局のひとつである。

## 概要
2011年3月11日の東京電力福島第一原子力発電所事故を契機に、原子力防災体制の整備の重要性が再認識され、地域の原子力防災体制の充実・強化に係る業務を推進するとともに、原子力防災会議・原子力災害対策本部の事務局機能も含め、関係省庁、関係自治体等との平時及び有事における原子力防災に係る総合調整を一元的に担う組織として、2014年10月に発足した。

## 組織
- 政策統括官（原子力防災担当）
- 官房審議官 （原子力防災担当）
- 参事官[注 1]

## 歴代の政策統括官
| 在任期間             | 氏名     | 出身省庁   | 採用官名 | 備考              |
| -------------------- | -------- | ---------- | -------- | ----------------- |
| 2014.10.14-2017.7.11 | 平井興宣 | 警察庁     | 事務官   | 初代              |
| 2017.7.11-2019.7.9   | 山本哲也 | 通商産業省 | 技官     |                   |
| 2019.7.9-2023.7.1    | 荒木新一 | 環境庁     | 技官     |                   |
| 2023.7.1-            | 松下整   | 警察庁     | 事務官   | 2025年8月時、現職 |